# San Juan Tezongo
San Juan Tezongo är en ort i Mexiko.   Den ligger i kommunen Teziutlán och delstaten Puebla, i den sydöstra delen av landet, 190 km öster om huvudstaden Mexico City. San Juan Tezongo ligger 1 746 meter över havet och antalet invånare är 1 144.
Terrängen runt San Juan Tezongo är lite bergig. Runt San Juan Tezongo är det ganska tätbefolkat, med 179 invånare per kvadratkilometer. Närmaste större samhälle är Teziutlan, 3,1 km söder om San Juan Tezongo. I omgivningarna runt San Juan Tezongo växer huvudsakligen savannskog.